# Hertfordshire (circonscription du Parlement européen)
Hertfordshire était une circonscription du Parlement européen situé au Royaume-Uni, l'élection d'un membre du Parlement européen par le système uninominal à un tour. Créé en 1979 pour les premières élections au Parlement européen, il a été aboli en 1999 lors de l'adoption de la représentation proportionnelle pour les élections européennes au Royaume-Uni. Il a été remplacé par la circonscription de l'Angleterre de l'Est.

## Limites
Lors de sa création en 1979, il se circonscriptions parlementaires de Hertford and Stevenage, Hertfordshire East, Hertfordshire South, Hertfordshire South West, St Albans, Watford et Welwyn and Hatfield.
Après les changements de limites de 1984 basés sur les nouvelles circonscriptions parlementaires britanniques créées en 1983, il se composait des circonscriptions de Broxbourne, Hertford and Stortford, Hertsmere, St. Albans, South West Hertfordshire, Watford et Welwyn Hatfield. Stevenage a été transféré à Bedfordshire South.
1994 a vu d'autres changements de limites et la circonscription se composait désormais de North Hertfordshire, St. Albans, South West Hertfordshire, Watford, Welwyn Hatfield et West Hertfordshire. Broxbourne aussi bien que Hertford et Stortford faisaient maintenant partie d' Essex West and Hertfordshire East. North Hertfordshire et West Hertfordshire faisaient auparavant partie du Bedfordshire South. 
L'ensemble de la région est devenu une partie de la circonscription de l'Angleterre de l'Est en 1999.

## Membre du Parlement européen
| Élection | Élection | Portrait                                                               | Membre                                                                 | Parti                                                                  |
| -------- | -------- | ---------------------------------------------------------------------- | ---------------------------------------------------------------------- | ---------------------------------------------------------------------- |
|          | 1979     |                                                                        | Derek Prag                                                             | Conservateur                                                           |
|          | 1994     |                                                                        | Peter Truscott                                                         | Travailliste                                                           |
| 1999     | 1999     | circonscription abolie, partie de Angleterre de l'Est à partir de 1999 | circonscription abolie, partie de Angleterre de l'Est à partir de 1999 | circonscription abolie, partie de Angleterre de l'Est à partir de 1999 |

## Résultats des élections
Les candidats élus sont indiqués en gras.
| Parti         | Parti                                  | Candidat             | Voix    | %    | ± |
| ------------- | -------------------------------------- | -------------------- | ------- | ---- | - |
|               | Conservateur                           | Derek Prag           | 97,174  | 50,2 | ' |
|               | Travailliste                           | J Dore               | 49,619  | 25,6 |   |
|               | Liberal                                | D A F Lytton Cobbold | 46,757  | 24,2 |   |
| Majorité      | Majorité                               | Majorité             | 47,555  | 24,6 |   |
| Participation | Participation                          | Participation        | 193,550 | 36,9 |   |
|               | Conservateur vainqueur (nouveau siège) |                      |         |      |   |

| Parti         | Parti                | Candidat             | Voix    | %    | ±    |
| ------------- | -------------------- | -------------------- | ------- | ---- | ---- |
|               | Conservateur         | Derek Prag           | 87,603  | 51,5 | +1.3 |
|               | Travailliste         | T McWalter           | 41,671  | 24,5 | −1.1 |
|               | Liberal              | F M Beckett          | 40,877  | 24,0 | −0.2 |
| Majorité      | Majorité             | Majorité             | 45,932  | 27,0 | +2.4 |
| Participation | Participation        | Participation        | 170,151 | 33,7 | −3.2 |
|               | Conservateur retenir | Conservateur retenir | Swing   | +1.2 |      |

| Parti         | Parti                | Candidat             | Voix    | %    | ±       |
| ------------- | -------------------- | -------------------- | ------- | ---- | ------- |
|               | Conservateur         | Derek Prag           | 86,898  | 46,7 | −4.8    |
|               | Travailliste         | V S Anand            | 43,556  | 23,4 | −1.1    |
|               | Green                | M F Ames             | 37,277  | 20,0 | Nouveau |
|               | SLD                  | M D Phelan           | 13,456  | 7,2  | −16.8   |
|               | SDP                  | C Treves-Brown       | 5,048   | 2,7  | Nouveau |
| Majorité      | Majorité             | Majorité             | 43,342  | 23,3 | -3.7    |
| Participation | Participation        | Participation        | 186,235 | 36,0 | +2.3    |
|               | Conservateur retenir | Conservateur retenir | Swing   | −1.9 |         |

| Parti         | Parti                                   | Candidat                                | Voix    | %     | ±       |
| ------------- | --------------------------------------- | --------------------------------------- | ------- | ----- | ------- |
|               | Travailliste                            | Peter Derek Truscott                    | 81,821  | 39,1  | +15.7   |
|               | Conservateur                            | Philip Jenkinson                        | 71,517  | 34,1  | −12.6   |
|               | Libéral Démocrate                       | David Griffiths                         | 38,995  | 18,6  | +11.4   |
|               | Green                                   | Lydia Howitt                            | 7,741   | 3,7   | −16.3   |
|               | New Britain                             | Malcolm Biggs                           | 6,555   | 3,1   | Nouveau |
|               | National Front                          | John McAuley                            | 1,755   | 0,8   | Nouveau |
|               | Natural Law                             | David Lucas                             | 734     | 0,4   | Nouveau |
|               | 21st Century Party                      | John Laine                              | 369     | 0,2   | Nouveau |
| Majorité      | Majorité                                | Majorité                                | 10,304  | 5,0   | N/A     |
| Participation | Participation                           | Participation                           | 209,487 | 40,1  | +4.1    |
|               | Travailliste vainqueur sur Conservateur | Travailliste vainqueur sur Conservateur | Swing   | +14.2 |         |